# Финляндский железнодорожный мост
Финля́ндский железнодоро́жный мост — двухпутный разводной мост через Неву на Финляндской соединительной железнодорожной ветке, открытый в 1913 году. В 1983—1985 годах почти вплотную к нему был построен второй мост, в точности повторяющий конструкцию первого, и в настоящее время это фактически два моста под одним названием. Верховой мост предназначен для движения поездов в восточном направлении (в сторону Ладожского вокзала), низовой — для движения в западном направлении с выходом на московское направление. Мост является памятником истории и культуры регионального значения. По конструктивному и композиционному решению близок к Большеохтинскому мосту.

## Расположение
Выше по течению находятся строящийся Большой Смоленский мост и действующий Володарский мост, ниже — мост Александра Невского.
Ближайшие станции метрополитена — «Новочеркасская», «Площадь Александра Невского».

## Название
28 октября (10 ноября) 1913 года мост получил название Императора Александра I. Употреблялось также название Новый. После революции за мостом закрепилось название Финляндский.

## История
Необходимость строительства моста, соединяющего Финляндскую железную дорогу с другими железными дорогами страны возникла уже в конце XIX века (до постройки моста связь между этими железными дорогами осуществлялась через Литейный мост). В 1906 году была определена трасса будущего моста. Рассматривался вариант совмещенного моста, с возможностью экипажного и пешеходного движения. Однако городская Управа отказалась выделить на это дополнительные средства. В мае 1910 года Инженерный совет Министерства путей сообщения одобрил проект инженеров Н. А. Белелюбского, Г. Г. Кривошеина, И. Г. Александрова и архитектора В. П. Апышкова. По конструктивному и композиционному решению мост близок к Большеохтинскому мосту. Строительство велось с 1910 до 1912 года в основном на средства Великого Княжества Финляндского.
На левом берегу для подъезда к мосту от станции Глухоозерская в 1911—1913 годах по проекту датской фирмы «Христиани и Нильсен» под руководством Г. П. Передерия была построена железобетонная многопролётная рамная эстакада. Длина эстакады составила свыше 610 м. Она состояла из однопролётных четырехстоечных железобетонных рам с пролетами по 13,8 м, на консольные выступы которых опирались железобетонные балки подвески. В целях повышения поперечной устойчивости эстакады стойки рам были наклонены и раздвинуты в стороны. Это было одно из крупнейших железобетонных сооружений, построенных в России до 1917 года. На правом берегу был сооружен металлический путепровод.
Движение по мосту было открыто 14 октября 1913 года, а в окончательную эксплуатацию мост был принят 26 апреля 1914 года. Мост был однопутный пятипролётный с центральным двукрылым разводным пролётом и боковыми металлическими пролётами в виде арочных двухшарнирных ферм с затяжкой, с ездой понизу.
21 августа 1963 года ниже по течению от моста приводнился пассажирский самолёт Ту-124.
В 1983 году в мост врезался рефрижератор «Комсомолец Татарии» с 500 тоннами ряпушки на борту. Получив пробоину и пройдя ещё несколько сотен метров, он ушёл под воду посередине Невы, на полпути к мосту Александра Невского.
В 1983—1987 годах проведена реконструкция моста: расширены устои и опоры, с низовой стороны установлены новые пролётные строения, повторяющие очертания арок старого моста и устроен разводной однокрылый пролёт раскрывающейся системы. Проект реконструкции разработан в институте «Ленгипротрансмост» группой инженеров: А. К. Васиным, К. Е. Палицыным, О. Ю. Русиным, Н. Д. Шиповым, В. П. Курцевым и архитектором Ю. Ю. Синицыным. Генеральным подрядчиком был трест «Мостострой-6». Оборудование для разводного пролета было изготовлено на Ленинградском металлическом заводе.
После открытия нового моста в 1988 году старый мост был закрыт для движения поездов и поставлен на капитальный ремонт из-за серьёзных коррозионных повреждений. В 1994 году на нём были демонтированы разводной пролёт и механизм разведения моста.
В 2002—2003 годах в связи со строительством Ладожского вокзала был произведён капитальный ремонт старого моста. В ходе ремонта были смонтированы новые разводной пролёт вертикально-подъёмной системы, разводной механизм, отремонтированы башни, заменены опорные части, произведён ремонт русловых опор путём устройства сталебетонной рубашки в оставляемой опалубке с применением метода подводного бетонирования. Также была капитально отремонтирована и прилегающая к мосту эстакада, произведена полная замена 43 опор и 42 пролётов. Работы были завершены в январе 2003 года. Общая стоимость работ составила около 900 миллионов рублей. Работами по реконструкции руководили инженеры путей сообщения Ю. А. Арьев, Р. Г. Боков, В. Я. Дидов, Ю. Г. Павлов, Б. И. Цветков, С. П. Становой, О. Н. Ашуров.
Мост предназначен для движения железнодорожного транспорта. На правом и левом берегах устроены транспортные эстакады. Ещё с советских времён мост является стратегическим объектом, охраняется вооружённой охраной, а посему пешеходное движение по мосту запрещено.
На левобережной опоре со стороны проспекта Обуховской Обороны установлена памятная доска с названием моста (отреставрирована в 2016 году).

## Конструкция
Мостовой переход длиной 1160 м состоит из 4-х арочных металлических пролётных строений длиной по 100 м, металлического разводного пролётного строения длиной 45,2 м в русловой части, эстакады и путепроводов общей длиной 700 м из железобетонных балок. Длина русловой части моста — 513,5 м. Схема разбивки на пролеты: 24,3 + 2×100,48 + 2×100,48 + 39,6 м.
Стационарные пролётные строения выполнены в виде арочных двухшарнирных ферм с затяжкой, с ездой понизу. Главная ферма арочного пролётного строения состоит из двух арочных поясов, соединенных между собой раскосами и стойками. Строительная высота арок до уровня опор — 22,3 м. Железнодорожное полотно покоится в 10,5 метрах над водой.
Разводной пролёт с низовой стороны расположен на левобережной опоре, перекрыт однокрылым пролётным строением раскрывающейся системы с жёстко прикреплённым противовесом и неподвижной осью вращения. С верховой стороны — вертикально-подъёмный. Пролёт поднимается лебёдками вертикально вдоль башен. Масса пролёта составляет 120 т, масса двух противовесов — 203 т, высота подъёма над ординаром — 51,0 м, высота башен составляет 40 м. Величина пролёта в свету 44,7 м. По конструкционному решению схож с разводным механизмом Кузьминского железнодорожного моста.
Старые промежуточные опоры расположены с верховой стороны, имеют одинаковый дизайн с ледорезами, облицованы гранитом. Из-за реконструкции разводной части также подверглись реконструкции. Новые промежуточные опоры расположены с низовой стороны, облицованы гранитом. Те, что расположены ближе к невским берегам имеют вид овалов в плане, сужаются кверху, ледорезов не имеют, поскольку расположены вблизи старых опор и прикрыты ими. Опоры разводной части превосходят по размеру старые опоры с ледорезами, построены вплотную к ним. На левобережной опоре расположен разводной пролёт, на правобережной — пост управления разводкой.
- Мост в первые годы после открытия (виден двукрылый разводной пролёт)
- Финляндский железнодорожный мост. Правый берег. В центре: пост охраны.
- Финляндский железнодорожный мост
- Финляндский железнодорожный мост, 2004 год
- Мост в разведённом состоянии
- Вид на мост из Заневского парка